# Henrik Sørensen

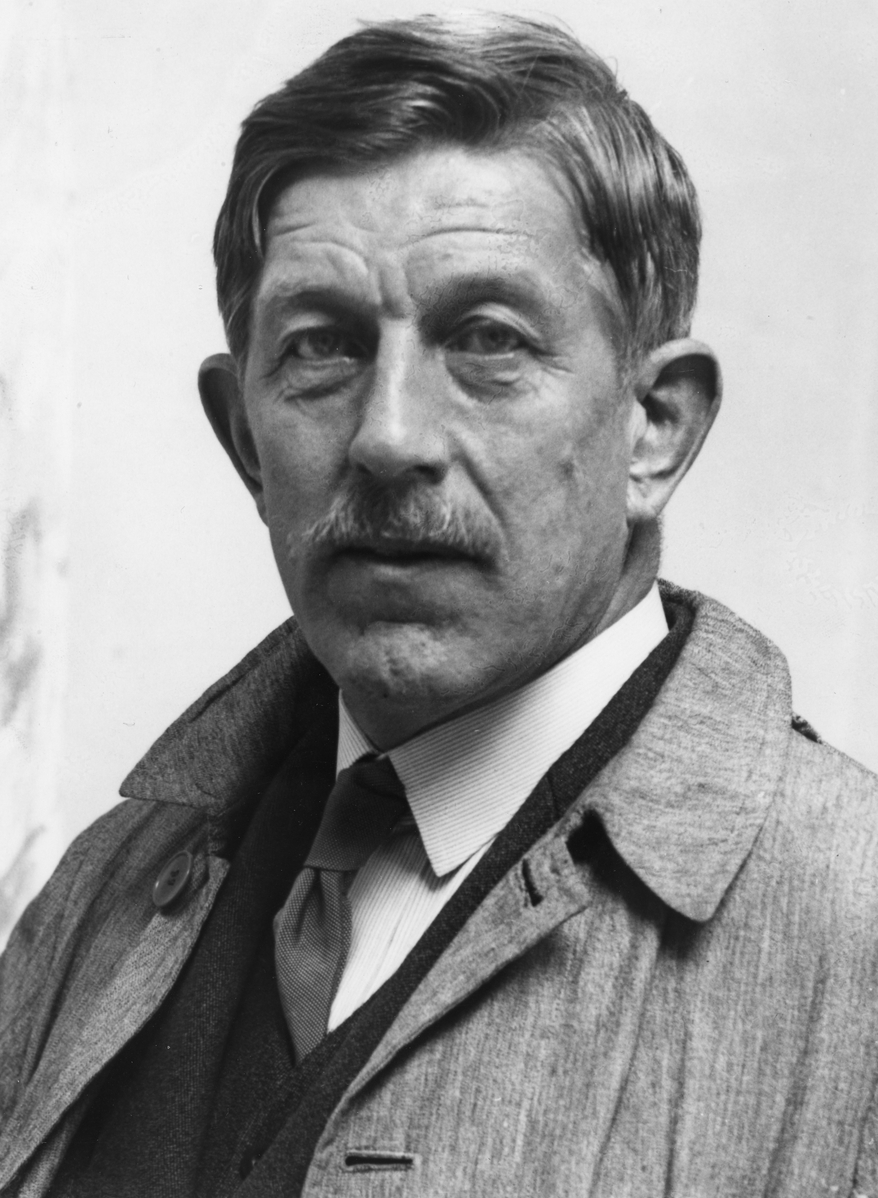
Henrik Sørensen, omkring 1935–1940.

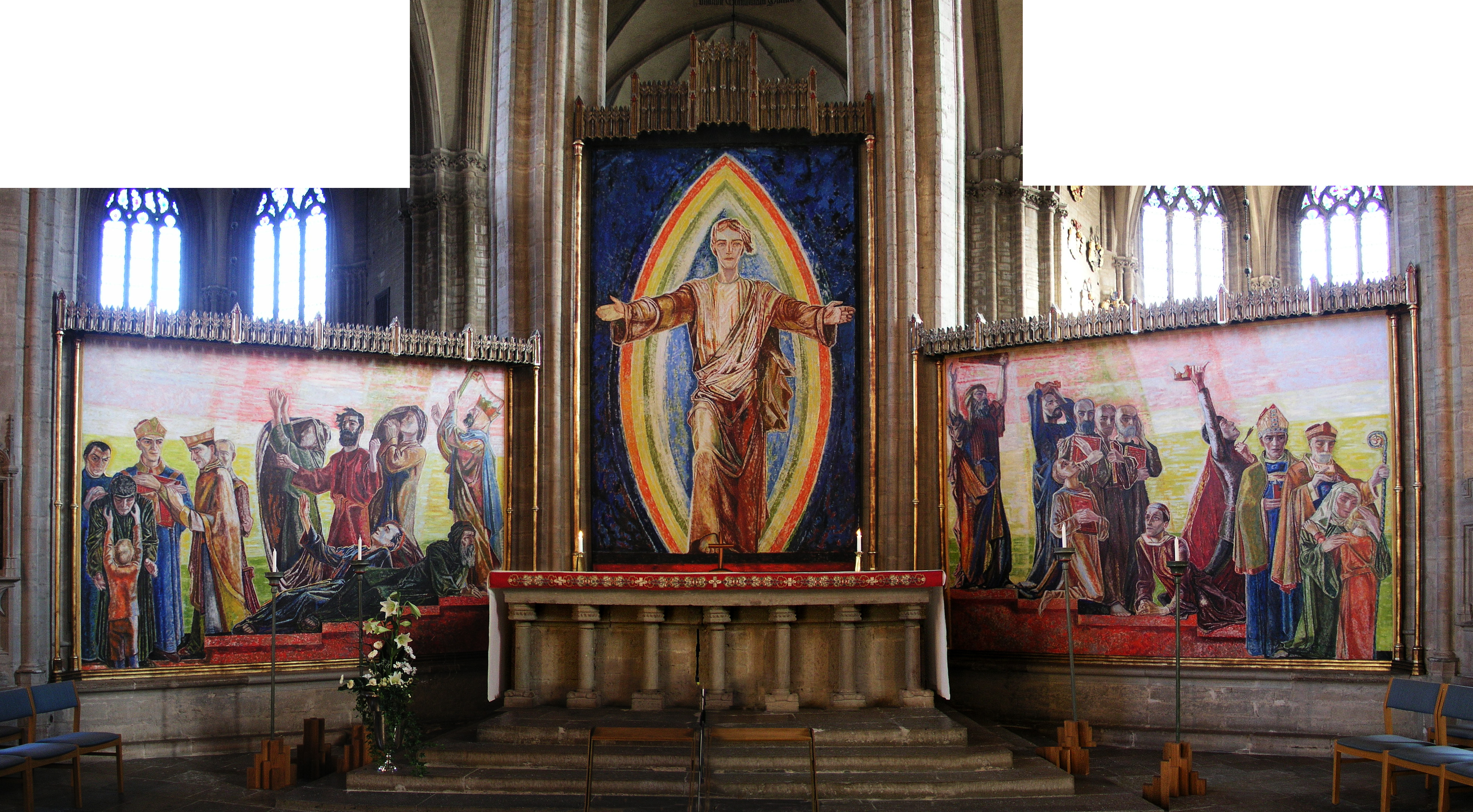
Altarmålningen i Linköping.

Henrik  Ingvar Sørensen, född den 12 februari 1882 i Fryksände församling i Värmland, död den 24 februari 1962 i Oslo, var en norsk målare, känd för sina stora utsmyckningar som i Oslo Rådhus och för sina religiösa målningar, som dekorationerna i Linköpings domkyrka. På många sätt var han en motpol till Edvard Munch. De två använde också tidvis samma modell, Birgit Prestø, men med radikalt olika resultat.

## Biografi
Henrik Sørensen var ende son till sågbruksfullmäktige Severin Sørensen och Helene Høibraaten. Modern avled under förlossningen, vilket präglade sonen, som aldrig firade sin födelsedag. När han var tolv år flyttade familjen till Lillestrøm utanför Oslo. Han började studera på en handelsskola och arbetade i fyra år som kontorist. Samtidigt var han elev på Kunst- och Håndverksskolen i Kristiania. 
1903 fick Henrik Sørensen en målning antagen på Statens Kunstutstilling och kort därefter besløt han sig för att bli konstnär.  Han studerade vid Statens Håndverks och Kunstindustriskole i Oslo därefter fortsatte sina konststudier i Köpenhamn för Kristian Zahrtmann 1904 och på Académie Colarossi i Paris 1905–1906. Hösten 1908 och våren 1910 studerade han och Jean Heiberg för Henri Matisse i Paris.
Han fortsatte att studera i Köpenhamn och Paris och var bland annat under två månader 1908 och våren 1910 elev hos Henri Matisse. Samma år gifte han sig med Gudrun Cleve, som var två år yngre än han och född i Kongsberg. Under det första världskriget uppehöll han sig i Norge.  Han vistades i Arild och Göteborg 1914–1918 och var med om att sätta prägel på den så kallade Göteborgskolan. Under tiden i Göteborg lärde han känna Conrad Pineus och Axel Romdahl, och för båda dessa agerade han konstuppköpare.
Under åren 1919–1920 bodde han i Paris och gjorde studieresor till Provence, Nordafrika och Egypten. Han blev påverkad av expressionismen och målade under Paris-tiden också ett porträtt av författaren Pär Lagerkvist som var en av hans närmaste vänner. Från 1927 bodde han i Oslo och blev pacifist och mer religiös. I Linköping domkyrka målade han 1934–1936 Jesus som en ljusgestalt med nordiska drag. Det vållade en livlig debatt eftersom det tidigare varit vanligt att framställa Jesus med mörkt hår. Målningen utropades till och med av en konsthistoriker till "epokens bild". Hans pacifistiska grundsyn präglade bilder som han målade under första och andra världskriget, till exempel Menneskefuglene I och II (1916, 1917), Enkene (1918), Gatekamp (1930), Ærens mark 1931) och Flyktninger (1943). Hans fredsvision syns också i den 56 m2 stora väggmålningen Drømmen om freden (1939) FN:s huvudbyggnad i Genève.  
Under åren 1938–1950 dekorerade han fondväggen i Oslo Rådhus. Tema var återuppbyggnaden av Norge efter det andra världskriget. Medan konstnärer som Christian Krogh reste till konstnärskolonin i Skagen i Danmark, tillbringade Henrik Sørensen somrarna i Holmsbu på halvön Hurum i Oslofjorden, tillsammans med konstnärer som Oluf Wold-Torne och Thorvald Erichsen. Mot slutet av sitt liv blev han mer inspirerad av impressionismen och Claude Monet. I Holmsbu finns idag ett museum med hans och hans konstnärsvänners konst. Arkitekt för konstmuseet var Bjart Mohr. Museet invigdes 1973. På Vinje biletgalleri i Telemark finns också en samling bestående av ett 40-tal av hans målningar.
Hans konst består av porträtt, romantisk fantasi, religiösa motiv och naturskildringer från Telemark. Sørensen har utfört porträtt av bland andra Pär Lagerkvist, Martin Tranmæl, Ingeborg Refling Hagen, Knut Liestøl, Sigurd Christiansen, Marianne Hamsun, Halvdan Koht och Agnes Mowinckel. Som illustratör fick han 1921 uppdraget att illustrera Bjørnstjerne Bjørnsons bondefortellinger med cirka 200 teckningar, dessutom illustrerade han Jørgen Moes I brønden og i tjernet 1929, Asbjørnsen og Moes eventyr 1936, Ragnhild Jølsens Brukshistorier 1938 och Aasmund O. Vinjes Storegut 1951. 
Som författare skrev han dikter, noveller, reseskildringar och debattartiklar. Han skrev bland annat katalogen över Conrad Pineus konstsamling 1940 samt en bok om Wold-Torne 1932 samt medverkade i minnesboken om Sandels 1920.
Sørensen är representerad vid Moderna museet i Stockholm, Göteborgs konstmuseum, Östergötlands museum i Linköping, Skissernas museum i Lund, Malmö museum, Nationalgalleriet i Oslo, Trondheims kunstförening, Vest-Telemark Museum, Anno – Museene i Hedmark, Skien kommune, Oslo museum, Drammens museum, Trondheim kunstmuseum, Forsvarets museer, Lillehammer museum, Hardanger og Voss museum, Norsk Maritimt Museum, Bjerkebæk, Sigrid Undsets hjem, Stortingets kunstsamling, Nordnorsk Kunstmuseum, Norsk jernbanemuseum, KODE kunstmuseer, Statens Museum for Kunst i Köpenhamn, Ateneum i Helsingfors, Nationalgalleriet i Berlin, Lillestrøm videregående skole samt Riverside Museum i New York.